# Station Hamburg Friedrichsberg
Station Hamburg Friedrichsberg (Haltepunkt Hamburg Friedrichsberg, kort: Haltepunkt Friedrichsberg) is een spoorwegstation in het stadsdeel Dulsberg van de Duitse stad Hamburg. Het station is onderdeel van de S-Bahn van Hamburg aan de spoorlijn Hamburg Hauptbahnhof - Hamburg-Poppenbüttel en is geopend op 5 december 1906.

## Indeling
Het station telt één eilandperron met twee perronsporen. Langs het station lopen het spoor van de Goederenlijn om Hamburg. Het perron is voor een deel overkapt. Via een klein stationsgebouw is er toegang tot het station via een trap en lift. In dit stationsgebouw bevindt zich een kiosk en een winkel met etenswaren. Voor het station is er een bushalte en (on)bewaakte fietsenstallingen. Tevens is er een Parkeer en Reisterrein bij het station.

## Verbindingen
De volgende S-Bahnlijn doet het station Friedrichsberg aan:
| Serie | Treinsoort        | Route | Bijzonderheden |
| ----- | ----------------- | --- | -------------- |
|       | S-Bahn (DB Regio) | Hamburg Airport – /Poppenbüttel – Ohlsdorf – Barmbek – Friedrichsberg – Berliner Tor – Hauptbahnhof – Altona – Blankenese – Wedel |                |